# La memoria dell'assassino
La memoria dell'assassino (Knox Goes Away) è un film del 2023 diretto e interpretato da Michael Keaton.

## Trama
Al sicario John Knox viene diagnosticata la demenza in fase terminale quando il figlio Miles ritorna nella sua vita e gli chiede di aiutarlo a disfarsi del corpo di un uomo che ha ucciso.

## Produzione
Le riprese si sono svolte tra l'ottobre e il dicembre 2022 a Los Angeles, per la regia di Michael Keaton.

## Promozione
Il primo trailer italiano è stato diffuso il 4 giugno 2024.

## Distribuzione
È stato presentato in anteprima mondiale al Toronto International Film Festival il 10 settembre 2023. Nel novembre 2023, Saban Films ha acquisito i diritti di distribuzione del film negli Stati Uniti, programmando successivamente l'uscita del film nelle sale il 15 marzo 2024. La distribuzione nelle sale italiane è avvenuta il 4 luglio 2024.

## Accoglienza
Il film ha ricevuto un'accoglienza critica abbastanza positiva. Su Rotten Tomatoes il 66% delle 80 recensioni critiche è positivo, con un voto medio di 5.9/10; su Metacritic il voto medio di 19 critici è 54/100.
Simone Emiliani su MyMovies sottolinea che Keaton "riesce a essere più efficace ogni volta che si muove sul filo sottile dell'ambiguità morale e nel modo in cui confonde realtà e delirio visivo nella mente di Knox", mentre Damiano Panattoni su Movieplayer condanna "la schematicità inafferrabile di uno script che risulta incredibilmente (e inutilmente) arzigogolato".
Scrivendo per La Ragione, Edoardo Iacolucci trova una sceneggiatura "che non mantiene quasi mai la tensione e l'incertezza" concludendo che "la storia sembra scritta senza una forte idea". Meno severo il giudizio di Federico Rizzo su Sentieri Selvaggi che scrive: "Nonostante sia un film già antiquato, semplicista e in parte sconnesso, La memoria dell’assassino ha grande cuore e mette al centro del discorso la questione morale".